# 톤 노럼
톤 모니카 노럼(노르웨이어: Tone Monika Norum, 1965년 9월 18일 ~ )은 1980년대와 1990년대에 스웨덴에서 여러 차트 성공을 거두며 인기를 얻은 노르웨이-스웨덴 팝 가수이다. 그녀는 록 밴드 유럽의 기타리스트인 욘 노럼의 여동생이다.